# Leo Holm
Björn Leo Zacharias Holm född den 29 juni 1992, är en svensk tidigare barnskådespelare som spelade Sune i Julkalendern Håkan Bråkan från 2003. Han spelade också rollen i biofilmen Håkan Bråkan & Josef från 2004.

### Fotnoter
1. ↑  ”Leo Holm”. Svensk filmdatabas. 25 februari 2004. http://www.sfi.se/sv/svensk-filmdatabas/Item/?type=PERSON&itemid=313070. Läst 22 maj 2015.